# Joachim Nimtz
Joachim Nimtz (* 27. Juli 1957 in Kamenz) ist ein deutscher Schauspieler.

## Leben und Karriere
Nimtz absolvierte seine Schauspielausbildung an der Hochschule für Schauspielkunst „Ernst Busch“ Berlin.
Sein Kinodebüt hatte Nimtz 1983 in Fariaho von Roland Gräf. Außerdem spielte er 1990 in Verbotene Liebe mit. Weitere Kinofilme wie Parkour oder Kaddisch für einen Freund folgten. Nimtz wirkte bisher in über 70 Film-und-Fernsehproduktionen mit. Neben weiteren Filmrollen war Nimtz auch in vielen Fernsehserien zu sehen. Von November 2011 bis April 2012 spielte er die Rolle des Bernd Lindenberg in der Sat.1-Telenovela Anna und die Liebe. Daneben ist Nimtz auch als Bühnendarsteller an verschiedenen Theaterhäusern tätig.
Nimtz lebt in München. Neben seiner Muttersprache Deutsch spricht er auch Englisch und Russisch.

## Theatrografie
- 1982–1992: Sächsisches Staatsschauspiel Dresden
- 1993/1995: Eurostudio Landgraf
- 1998–2001: Bayerisches Staatsschauspiel München
- 1999: Theater und Philharmonie Essen
- 2002–2003: Nibelungenspiele Worms
- 2003: Theater an der Kö Düsseldorf
- 2003–2004: Kammerspiele München
- 2004/2009: Schauspiel Hannover
- 2004–2011: Schauspiel Frankfurt
- 2011–2012: Theater in der Josefstadt
- 2012–2013: Neues Theater Halle, Männer im Hotel
- 2013: Berliner Ensemble u. a. in Hamlet und Kabale und Liebe

### Residenztheater München
- 2017: Die Troerinnen (als Poseidon). Von Jean-Paul Sartre nach Euripides. Inszenierung: Tina Lanik[12]
- 2017: Kinder der Sonne (als Nasar). Von Maxim Gorki. Inszenierung: David Bösch[13]
- 2018: Rückkehr in die Wüste (als Sablon). Von Bernard-Marie Koltès. Inszenierung: Amélie Niermeyer[14]

## Filmografie (Auswahl)
- 1980: Blaue Pferde auf rotem Gras (Theateraufzeichnung)
- 1981: Adel im Untergang
- 1982: Der Pferdeapfel und die Rose (Studioaufzeichnung)
- 1983: Fariaho
- 1984–1990: Der Staatsanwalt hat das Wort (Fernsehreihe, 4 Folgen, verschiedene Rollen)
- 1985: Ab heute erwachsen
- 1985: Neues übern Gartenzaun (TV-Miniserie)
- 1986: Der Hut des Brigadiers
- 1986: Das Eigentor
- 1986: Polizeiruf 110: Ein großes Talent (Fernsehreihe)
- 1986: Offiziere
- 1987: Polizeiruf 110: Unheil aus der Flasche
- 1988: Polizeiruf 110: Ihr faßt mich nie!
- 1988: Der Staatsanwalt hat das Wort: Alles umsonst
- 1989: Polizeiruf 110: Gestohlenes Glück
- 1989: Polizeiruf 110: Unsichtbare Fährten
- 1989: Zum Teufel mit Harbolla
- 1989: Rita von Falkenhain (TV-Miniserie)
- 1990: Polizeiruf 110: Zahltag
- 1990: Lasst mich doch eine Taube sein
- 1990: Polizeiruf 110: Abgründe
- 1990: Polizeiruf 110: Allianz für Knete
- 1992: Karl May (TV-Miniserie)
- 1994: Im Schatten des Führers
- 1994: Die Irre von Chaillot
- 1995: Mobbing: Die lieben Kollegen
- 1996: Doppelter Einsatz (Fernsehserie, 1 Folge)
- 1997: Vier wie wir
- 1997–1999: Einsatz Hamburg Süd (Fernsehserie, 26 Folgen)
- 1999: Woyzeck
- 2001: Dr. Stefan Frank – Der Arzt, dem die Frauen vertrauen (Fernsehserie, 1 Folge)
- 2001: Jenny & Co.
- 2001: Tatort: Ein mörderisches Märchen
- 2002: Wilde Engel
- 2002: Verlorenes Land
- 2002–2005: Nikola (Fernsehserie)
- 2002: Die Rückkehr
- 2003: Ein starkes Team – Blutsbande
- 2004: Tatort – Schichtwechsel
- 2004: SOKO Leipzig (Fernsehserie, 1 Folge)
- 2004: Stauffenberg
- 2004: Untreu
- 2004: Alphateam – Die Lebensretter im OP (Fernsehserie, 1 Folge)
- 2005: SOKO Kitzbühel (Fernsehserie, 1 Folge)
- 2005: Fragile
- 2005: Stubbe – Von Fall zu Fall (Fernsehserie, 1 Folge)
- 2006: Papa und Mama
- 2006: Großstadtrevier (Fernsehserie, 1 Folge)
- 2006: Kommissarin Lucas – Das Verhör
- 2007: Yella
- 2007: Die andere Hälfte des Glücks
- 2007–2014: In aller Freundschaft (Fernsehserie, 3 Folgen, verschiedene Rollen)
- 2007: Tatort: Schwelbrand
- 2009: Ein Fall für zwei (Fernsehserie, 1 Folge)
- 2010: Alarm für Cobra 11 – Die Autobahnpolizei (Fernsehserie, 1 Folge)
- 2010: Die Rosenheim-Cops (als Bernhard Schober). Folge 182: Eine Jagd mit Folgen (Staffel 9 - Folge 28)
- 2010: Parkour
- 2010: Der Kriminalist (Fernsehserie, 1 Folge)
- 2011: Der Brand
- 2012: Anna und die Liebe (Fernsehserie, 97 Folgen)
- 2012: Polizeiruf 110: Fieber
- 2012: SOKO Donau (Fernsehserie, 1 Folge)
- 2012: Polizeiruf 110: Bullenklatschen
- 2012: Kaddisch für einen Freund
- 2013: Kommissarin Lucas – Lovergirl
- 2013: Schneewittchen muss sterben (Taunuskrimi)
- 2014: Hirngespinster
- 2015: Als wir träumten
- 2016: Böse Wetter – Das Geheimnis der Vergangenheit
- 2017: Tatort: Der rote Schatten
- 2019: München Mord: Die Unterirdischen
- 2019: Die Toten von Salzburg – Wolf im Schafspelz
- 2020: Praxis mit Meerblick – Sehnsucht
- 2022, 2024–2025: Sturm der Liebe (Fernsehserie)

## Hörspiele
- 1985: Brigitte Reimann: Franziska Linkerhand (Wolfgang) – Regie: Walter Niklaus (Hörspiel – Rundfunk der DDR)